# Antoine Héroët
Antoine Héroët o Hérouet, llamado también La Maison-Neuve, (París, c. 1492 - Digne-les-Bains, 1568) fue un poeta francés del renacimiento, perteneciente a la llamada Escuela lionesa.

## Biografía
Antoine Héroët era hijo de un tesorero del rey, Jean Hérouet, de orígenes normandos, y Marie Malingre, de estirpe perteneciente a la nobleza de toga o funcionarial parisina. En 1524 recibió de Margarita de Navarra, hermana de Francisco I, una pensión de 200 libras, así que pertenecía a su círculo. Publicó en Lyon La parfaicte Amye (1542), de éxito considerable. Su poesía se inspira en los neoplatónicos italianos de Marsilio Ficino, y presenta una poesía de carácter filosófico y místico que celebra una concepción idealizada, etérea y abstracta del amor como fuente de felicidad. Héroët reaccionaba en realidad contra Bertrand de la Borderie y su L'Amye de Court (1541), que describía cínicamente las actitudes superficiales de las mujeres en la corte. Charles Fontaine contribuyó a la polémica con un Contr'amye de Court.
Tradujo además, versificándolo, L’Androgyne de Platón en 1536 a partir de la versión de Marsilio Ficino, pasaje extraído del Simposio o Banquete, publicándolo también en 1542, y escribió Complainte d'une dame nouvellement surprise d'amour, una Epistre a François I er y algunas piezas incluidas en los ahora muy raros Opuscules d'amour par Héroet, La Borderie et Autres divins poetes (Lyon, 1547). Dentro de la escuela lionesa, en la que Maurice Scève puede ser considerado como el más sobresaliente, ocupa un lugar preeminente. Clément Marot lo alaba y Ronsard tuvo cuidado de eximirlo, con uno o dos más, del desprecio que vertió sobre sus predecesores inmediatos. Pero abandonó la poesía profana al seguir la carrera eclesiástica, acumuló diversos beneficios eclesiásticos y fue nombrado en 1551 obispo de Digne, donde murió en 1568.